# Person of Interest (sang)
"Person of Interest" (dansk: Person af Interesse) er en sang af den amerikanske musiker Rebecca Black. Den blev udgivet på iTunes Store under pladeselskabet RB Records, som Blacks tredje single den 15. november, 2011. Den ledsagende musikvideo blev udgivet senere samme aften. Sangen fik dårlige anmeldelser fra kritikere, selvom de ikke var så kritiske som for hendes tidligere singler.

## Produktion
Den 25. oktober, 2011, annoncerede Black via Twitter at hun var ved at filme musikvideoen til hendes kommende single. Fire dage senere bekræftede Black at navnet på den kommende single var "Person of Interest". Senere samme dag, talte Black med mun2, en latino tv-kanal. Hun udtalte "Min næste single kommer til at hedde 'Person of Interest.' Grundtanken er at det er en kærlighedssang, men det er ikke en kærlighedssang. Den handler om en "næsten-teenage-forelskelse" – når du endnu ikke er forelsket men bare rigtig godt kan lide en fyr – hvilket jeg er meget spændt på fordi jeg tror ikke der findes ret mange sange om det emne. Det er en meget dance-agtig sang. Den skal nok få dig op og danse og synge med i din bil." Den 10. november, afslørede hun coveret for "Person of Interest" på hendes Facebook-side.
Sangen åbner med teksten, "When I talk, you listen, I like that/When you listen, you smile and I like that/Why you lookin' lookin' at me just like that?" Near the end of the song, Black sings "Can't deny, you're implicated/In the mayhem in my mind/What has got me so frustrated/You should be mine, you should be mine".

## Modtagelse
"Person of Interest" fik dårlige anmeldelser fra nogle kritikere men ikke samlet set. Entertainment Weekly indrømmede at sangen "let kunne blive set som en brug-og-smid-væk version af et nummer af Selena Gomez eller et tidligt Miley Cyrus nummer, så det har hun kørende for sig i teen-pop universet." James Montgomery fra MTV News kritiserede brugen af tonehøjde korrektion på Blacks vokal, og han sagde "Hendes stemme er stadigvæk lakeret med studieglans, især på omkvædet og den "følelsesmæssige" opbygning mod slutningen, hvor hele instrumenteringen falder væk og vi står tilbage kun med Blacks skrattende-men-stadig-glatte vokal." Nora Gasparian fra HollyscoopTV beskrev sangen som "plat" og sagde "Sangen lyder faktisk meget som Katy Perry's "Last Friday Night (T.G.I.F.)" Lauren Croteau fra KOvideo udtalte "Teksterne er mangler en smule, men det er langt bedre end hvad vi så i "Friday"." En anden hjemmeside, Central Arkiveret 26. april 2012 hos  Wayback Machine, gav det en neutral anmeldelse, roste rytmen og mente at den havde en "væsentligt forbedret vokal sammenlignet med "Friday"", men kritiserede sangen for at være "yderst gentagende" og at den er "for lig med Katy Perrys sang", med henvisning til dens svage lighed med "California Gurls"

## Musikvideo
Den 3. november, 2011, udgav Black en trailer for den officielle musikvideo på hendes YouTube-kanal og endnu en den 10. november med et lille smugkig hvor sangen spiller i baggrunden. "Person of Interest" og dens musikvideo blev udgivet den 15. november, 2011. Indenfor 48 timer efter dens udgivelse, fik videoen over 1,000,000 visninger på YouTube.
Videoen åbner med et kamera zoomet ind på en politi-afspærring. Black ses så indenfor afspærringen hvor hun beskriver hvordan hendes "person of interest" ser ud til en betjent, som tegner skitsen på et stykke papir. Hun bliver set konkurrere i sjove aktiviteter inde i en forlystelsespark hvor hun er sammen med hendes "person of interest", et barn der ligner Justin Bieber,(portrætteret af Alex Constancio) såsom minigolf og at køre gokarts. Videoen ender med at Black går ud med hendes "person of interest" udenfor afspærringen. Videoen blev optaget på Golf N' Stuff i Norwalk, Californien som også er kendt for at have været sted for filmen The Karate Kid.

## Trackliste
- Digital download[14]

1. "Person of Interest" – 3:20